# Le Secret de la plume
Le Secret de la plume (Ghostwriter) est une série télévisée de fantasy pour enfants américano-canadienne, créée par Luke Matheny, produite par Sesame Workshop et Sinking Ship Entertainment (en) et diffusée entre le 1er novembre 2019 et le 21 octobre 2022 sur Apple TV+.
Il s'agit d'un remake de la série télévisée Ghostwriter (en), diffusée au Royaume-Uni entre 1992 et 1995.
La troisième et ultime saison a été diffusée en octobre 2022.

## Synopsis
Après avoir déménagé avec sa mère chez son grand-père, Ruben rencontre des difficultés à s'intégrer dans son nouveau collège. Un jour, il aperçoit un personnage de fiction et se rend compte que trois camarades partagent aussi cette vision. Se liant d'amitié, ils vont apprendre à travailler en équipe et comprendre que ces personnages, qu'ils sont les seuls à voir, ont peut-être un lien avec leurs vies.

## Fiche technique
- Titre français : Le Secret de la plume
- Titre original : Ghostwriter
- Genre : Série jeunesse, fantasy
- Création : Luke Matheny
- Scénario : Luke Matheny, Andrew Orenstein, Lauren Thompson, Mark Blutman, Aminta Goyel, Levi Abrino, Joanna Quraishi, J. J. Johnson, Christin Simms, Mackenzie Moore, Barbara Soares
- Réalisation : Luke Matheny, Michael Mohan, Aprill Winney, Jonathan Fudge, Melanie Orr, Mars Horodyski (en), Stephen Reynolds, J. J. Johnson, Warren P. Sonada, Nishima Mukerji
- Sociétés de production : Sesame Workshop, Sinking Ship Entertainment (en)
- Producteurs exécutifs : J. J. Johnson, Andrew Orenstein, Christin Simms
- Musique : Erica Procunier (en), Janal Bechthold (en), Sasha Gordon
- Langue d'origine : anglais
- Pays d'origine :  Canada,  États-Unis
- Durée : 22-26 minutes
- Date de première diffusion : 1er novembre 2019 (international, lancement d'Apple TV+)
- Lieu de tournage : Hamilton, Ontario (Canada)

## Distribution

### Acteurs principaux
- Isaac Arellanes (VF : Maé Laridan) : Ruben Reyna (saisons 1–2)
- Amadi Chapata (VF : Camille Timmerman) : Chevon Redmond (saisons 1–2)
- Justin Sanchez (VF : Enzo Ratsito) : Curtis Palmer-Moreno (saisons 1–2)
- Hannah Levinson (VF : Bianca Tomassian) : Donna Palmer-Moreno (saisons 1–2)
- Nour Assaf (VF : Jonathan Gimbord) : Samir Yousef (saison 3)
- Princess K. Mapp (VF : Jaynélia Coadou) : Nia Joy Barnes (saison 3)
- Daire McLeod : Charli Allen (saison 3)
- Josette Halpert (VF : Léa Issert) : Sydney Allen (saison 3)
- Romel De Silva (VF : Joachim Salinger) : Oliver Ramos (saison 3)
- Tony Ofori (VF : Baptiste Marc) : Malcolm (saison 3)
- Lisa Berry (en) (VF : Géraldine Asselin) : Layla Barnes (saison 3)

### Acteurs récurrents
- Nicola Correia-Damude (VF : Myrtille Bakouche) : Amy Reyna, la mère de Ruben
- J. Santiago Suárez (VF : Saïd Amadis) : Ernesto Reyna, le grand-père de Ruben
- Michael Brown (VF : Rody Benghezala) : M. Saunders, l'instituteur
- Ari Cohen (en) (VF : Arnaud Arbessier) : le professeur McCormack
- Tamara Almeida (VF : Elsa Davoine puis Lou Dubernat) : Tess
- Luca Villacis (VF : Thomas Sagols) : Jake Simms

### Personnages de livres
- Devyn Nekoda (en) (VF : Cerise Calixte) : Alice
- Neil Patrick Harris (VF : Xavier Fagnon) : Lapin blanc (voix)
- Josh Cruddas (VF : Sébastien Desjours) : Chapelier fou
- Patrice Goodman (en) (VF : Brigitte Virtudes) : Reine de cœur
- Julian Zane Chowdhury (VF : Tom Trouffier) : Mowgli
- Aasif Mandvi : Bagheera (voix)
- David Berni (en) (VF : Thomas Sagols) : l'écureuil (voix)
- Cameron Brodeur : The Camarillo Kid
- Andrew Chown : Hitch
- Louisa Zhu : Dale Sweet
- Kiara Groulx : Raine Watson (du livre The Disappearance of Emily H. de Barrie Summy)
- Steven Yaffee : Dr Victor Frankenstein
- Stephen R. Hart : le monstre
- Ess Hödlmoser : la fiancée du monstre (en)
- Chloe Ling : Dajie
- Jeff Joseph (VF : Jean-Baptiste Anoumon) : Frank Clemons
- Camilla Arfwedson (en) : Sherlock « Shirl » Holmes
- Zoe Doyle : Dr Joan Watson
- Brett Dalton : le capitaine Vincent (de la série de livres Time Castaways)
- Chris Diamantopoulos : Owen Quinn
- Kate Drummond (en) : Genevieve Marcus
- Steve Valentine : Jimmy Bones
- Alain Goulem : le sergent Belson
- Rachel Wilson : Linda Quinn
- Aviv Cohen : Jean Belson
- Jacob Boose : l'Épouvantail (en)
- Esther Ming Li : Femme de fer blanc (en)
- Randall Park (VF : Jérémy Bardeau) : le lion peureux (en)
- Noah Lamanna : la méchante sorcière de l'Ouest
- Joshua Zaharia : Leo El Magnifico
- Jay Baruchel : Ralph S. Mouse (du roman The Mouse and the Motorcycle (en) de Beverly Cleary)
- Sydney Kuhne : Rainbow
- Jean Smart : Charlotte
- Iain Armitage : Wilbur
- Darrin Baker : Homer Zuckerman
- Evan Annisette : Lurvy
- Amy O'Grady : le mouton
- Teresa Pavlinek : l'oie
- Jewelle Blackman : Mami Wata (du roman Bayou Magic de Jewell Parker Rhodes (en))
- Farhang Ghajar : Khun-Anup

 Source et légende : version française (VF) sur RS Doublage , DSD-Doublage et selon les cartons du doublage français.

## Épisodes
Les trois saisons sont composées, chacune, de treize épisodes.

### Saison 1 (2019-2020)
1. Un fantôme au pays des merveilles, 1re partie (Ghost in Wonderland, part 1)
2. Un fantôme au pays des merveilles, 2e partie (Ghost in Wonderland, part 2)
3. Le Fantôme de la jungle, 1re partie (The Jungle Ghost, part 1)
4. Le Fantôme de la jungle, 2e partie (The Jungle Ghost, part 2)
5. Le Fantôme du Far West, 1re partie (The Wild Wild Ghost, part 1)
6. Le Fantôme du Far West, 2e partie (The Wild Wild Ghost, part 2)
7. Le Fantôme du Far West, 3e partie (The Wild Wild Ghost, part 3)
8. Un fantôme étincelant, 1re partie (A Sparkly Ghost, part 1)
9. Un fantôme étincelant, 2e partie (A Sparkly Ghost, part 2)
10. Un fantôme étincelant, 3e partie (A Sparkly Ghost, part 3)
11. Franken-tôme, 1re partie (Franken-Ghost, part 1)
12. Franken-tôme, 2e partie (Franken-Ghost, part 2)
13. Franken-tôme, 3e partie (Franken-Ghost, part 3)

### Saison 2 (2020-2021)
1. Le Pinceau magique, 1re partie (The Ghostly Painbrush, part 1)
2. Le Pinceau magique, 2e partie (The Ghostly Painbrush, part 2)
3. Le Taxi fantôme, 1re partie (Ghost Cab, part 1)
4. Le Taxi fantôme, 2e partie (Ghost Cab, part 2)
5. Le Fantôme disparu, 1re partie (The Case of the Missing Ghost, part 1)
6. Le Fantôme disparu, 2e partie (The Case of the Missing Ghost, part 2)
7. Le Fantôme disparu, 3e partie (The Case of the Missing Ghost, part 3)
8. Les fantômes naufragés, 1re partie (Ghost Castaways, part 1)
9. Les fantômes naufragés, 2e partie (Ghost Castaways, part 2)
10. Les fantômes naufragés, 3e partie (Ghost Castaways, part 3)
11. Le Fantôme écrivain, 1re partie (The Ghost Writer, part 1)
12. Le Fantôme écrivain, 2e partie (The Ghost Writer, part 2)
13. Le Fantôme écrivain, 3e partie (The Ghost Writer, part 3)

### Saison 3 (2022)
1. Le Fantôme d'Oz, 1re partie (Ghost of Oz, part 1)
2. Le Fantôme d'Oz, 2e partie (Ghost of Oz, part 2)
3. Le Fantôme d'Oz, 3e partie (Ghost of Oz, part 3)
4. Le Fantôme magique, 1re partie (The Magic Ghost, part 1)
5. Le Fantôme magique, 2e partie (The Magic Ghost, part 2)
6. Le Fantôme, la souris et la moto, 1re partie (The Ghost, The Mouse and The Motorcycle, part 1)
7. Le Fantôme, la souris et la moto, 2e partie (The Ghost, The Mouse and The Motorcycle, part 2)
8. Le Fantôme et Rainbow, 1re partie (He's a Ghost, She's a Rainbow, part 1)
9. Le Fantôme et Rainbow, 2e partie (He's a Ghost, She's a Rainbow, part 2)
10. La Toile du fantôme, 1re partie (The Ghost's Web, part 1)
11. La Toile du fantôme, 2e partie (The Ghost's Web, part 2)
12. Le Fantôme éloquent dans le Bayou, 1re partie (The Eloquent Ghost on the Bayou, part 1)
13. Le Fantôme éloquent dans le Bayou, 2e partie (The Eloquent Ghost on the Bayou, part 2)